# 169-й гвардійський окружний навчальний центр (СРСР)
169-й гвардійський окружний навчальний Звенигородський орденів Червоного прапора і Суворова центр (169 гв. ОНЦ) — військова частина Радянської армії, що спеціалізувалася на підготовці особового складу для різних родів Сухопутних військ. Військова частина існувала у 1942—1992 роках.
Після розпаду СРСР у 1992 році навчальний центр перейшов під юрисдикцію України як 169-й навчальний центр «Десна».

## Історія

### Друга світова війна
Взимку 1942 р. відбулося формування 5-ї гвардійської повітряно-десантної дивізії в м. Кіржач Іванівської області. У перші дні формування постановою Державного комітету оборони № 2597 від 8 грудня 1942 року їй було присвоєно почесне звання гвардійської. Першим командиром дивізії був генерал Травников Микола Григорович.
14 березня 1943 року з'єднання одержало перше бойове хрещення на Північно-Західному фронті при форсуванні р. Ловать під час ліквідації Козьмо-Дем'янського угрупування німців.
19 квітня 1943 року, після тривалих запеклих боїв, дивізія була виведена зі складу 68 армії і була зарахована в резерв Ставки Верховного Головнокомандування. 8 травня 1943 року вона зосередилась на південь від Воронежу і увійшла у склад 20-го корпусу 4-ї гвардійської армії. Влітку 1943 року дивізія брала участь у битві на Курській дузі.
У кінці жовтня 1943 року воїни з'єднання у складі 2-го Українського фронту брали участь у форсуванні Дніпра в районі Кременчука.
У січні 1944 р. воїни-гвардійці брали участь у Корсунь-Шевченківській операції. За відзнаку в боях наказом Верховного Головнокомандувача № 030 від 13.12.1994 року дивізії було присвоєне почесне найменування «Звенигородської».
Весною-літом 1944 року «Звенигородці» беруть участь в Яссько-Кишинівській операції і пройшовши з боями понад 312 км, 28 серпня 1944 року вийшла до державного кордону СРСР. У ході цієї операції гвардійці знищили 6990 німецьких солдатів, 42 гармати, 31 міномет, 219 кулеметів, 57 автомобілів, 55 бронетранспортерів. За цю операцію 8 квітня 1944 року дивізію була нагороджена орденом Суворова II ступеня.
Восени 1944 року з'єднання у складі 3-го Українського фронту розпочало бойові дії на території Угорщини. У лютому 1945 року, після 45 днів жорстоких боїв, дивізія увійшла до столиці Угорщини м. Будапешта. За мужність та героїзм, проявлені при розгромі будапештського угрупування Вермахту, 5 квітня 1945 року з'єднання було нагороджено орденом Бойового червоного прапора, а учасники битви були нагороджені медалями «За взяття Будапешта».
Підраховуючи підсумки Будапештської операції, у своєму наказі Верховний Головнокомандувач у числі найкращих частин відмітив і звенигородців, всім учасникам боїв він оголосив подяку.
1 квітня 1945 року з'єднання, у взаємодії з військами 20-го стрілецького корпусу, оволоділо містом Шопрон — останнім опорним пунктом німців в Угорщині, за що отримали подяку від Верховного Головнокомандувача.
13 квітня 1945 року дивізія увійшла до столиці Австрії м. Відень. Весь квітень воїни гвардійці займали оборону, стримуючі натиск танкової дивізії «Дас Райх». 8 травня з'єднання перейшла у наступ, розпочала переслідування німців і на р. Ібс, в районі містечка Амштеттен, зустрілось із 3-тю американською армією. Тут і закінчився бойовий шлях дивізії.
Представники з'єднання, старшина В. Альохін, старший сержант В. Сидельников, старшина О. Аристахов та старшина І. Мамалигін, у складі зведеного 3-го Українського фронту брали участь у параді Перемоги 24 червня 1945 року.
За час війни дивізія пройшла понад 1922 кілометрів по дорогах Росії, України, Молдавії, Румунії, Угорщині, та Австрії. За весь період війни гвардійці знищили 29 830 і захопили в полон 12 806 ворожих солдатів. Було знищено 1263 танки, 876 гармат, 23 САУ, 102 бронемашини, 4376 автомобілів, 8 літаків. За мужність і героїзм в боях з ворогом тисячі воїнів нагороджені орденами й медалями, а 26 із них були удостоєні звання «Героя Радянського Союзу».

### Післявоєнний час
З 1 липня 1946 року дивізія була переформована у 12 окрему стрілецьку бригаду. 1 листопада 1953 року бригада була переформована у 112 стрілецьку дивізію.
1 листопада 1959 року з'єднання було передислокована до с. Виповзів, де поруч було засновано селище Десна. 1 квітня 1964 року дивізію було переформовано у 48 навчальну танкову дивізію.
З 1 грудня 1987 року з'єднання було переформовано у 169-й окружний навчальний центр для підготовки молодших фахівців танкових військ.
Після розпаду СРСР у 1992 році навчальний центр перейшов під юрисдикцію України як 169-й навчальний центр «Десна».

## Командування
- Генерал-майор Травніков Микола Григорович[ru]